# ريتشارد هارلاند
ريتشارد هارلاند (بالإنجليزية: Richard Harland)‏ (15 يناير 1947، هدرسفيلد في المملكة المتحدة)؛ كاتِب مُتخصِّص في أدب الأطفال وروائي بريطاني.